# Karl Böhler
Karl Böhler (* 22. Dezember 1902 in Bankholzen; † 3. März 1959 in Konstanz) war ein deutscher Politiker.
Der katholische Karl Böhler wurde am 22. Dezember 1902 in Bankholzen geboren. Nachdem er die Volksschule besucht hatte, erlernte er in der Landwirtschaftsschule Radolfzell den Beruf des Landwirts und war im elterlichen Landwirtschaftsbetrieb tätig. Nach Heirat im Jahre 1933 übernahm er den Hof. Im Jahre 1945 wurde Böhler Bürgermeister von Bankholzen und nahm 1946/47 die politischen Tätigkeiten in der Fraktion der Badischen Christlich-Sozialen Volkspartei (BCSV) im Gremium der Beratenden Landesversammlung Baden auf. Nach der Eingliederung der BCSV in die Christlich Demokratische Union Deutschlands (CDU) war Böhler für diese Partei weiterhin politisch tätig. Ab 1947 bis zur Gründung des Bundeslandes Baden-Württemberg im Jahre 1952 war er Mitglied des Badischen Landtags in der ersten (verlängerten) Legislaturperiode seiner Partei. Am 3. März 1959 ist Böhler in Konstanz gestorben.